# Військові звання в Армії Оборони Ізраїлю
Збройні сили Ізраїлю мають унікальну систему військових звань, єдину для армії, військово-повітряних сил та флоту.

## Звання

### Звання строкової служби
| Повна та скорочена назви              | Порядок отримання                                      | Погони армії | Погони повітряних сил | Погони на флоті | Відповідність в українських збройних силах | Відповідність у силах НАТО |
| ------------------------------------- | ------------------------------------------------------ | ------------ | --------------------- | --------------- | ------------------------------------------ | -------------------------- |
| Тура́й טוראי                           | Надається автоматично в день призову та початку служби | -            | -                     | -               | Рекрут Солдат Матрос                       | OR-1 Private               |
| Рав Тура́й (РАБА́Т) רב טוראי (רב״ט)     | -                                                      |              |                       |                 | Старший солдат Старший матрос              | OR-4 Corporal              |
| Сама́ль סמל                            | -                                                      |              |                       |                 | Молодший сержант Старшина II статті        | OR-5 Sergeant              |
| Сама́ль Рішо́н (САМА́Р) סמל ראשון (סמ״ר) | -                                                      |              |                       |                 | Сержант Старшина I статті                  | OR-6 Staff sergeant        |

### Звання понадстрокової служби
| Повна та скорочена назви                         | Порядок отримання | Погони армії | Погони повітряних сил | Погони на флоті | Відповідність в українських збройних силах         | Відповідність у силах НАТО  |
| ------------------------------------------------ | --- | ------------ | --------------------- | --------------- | -------------------------------------------------- | --------------------------- |
| Рав Сама́ль (РАСА́ЛЬ) רב-סמל (רס״ל)                | Звання зазвичай надається після двох років службі у званні САМАР |              |                       |                 | Старший сержант Головний старшина                  | OR-7 Sergeant first class,  |
| Рав Сама́ль Рішо́н (РАСАР́) רב-סמל ראשון (רס״ר)     | Надається не раніше ніж після 9 років служби у званні РАСАЛЬ |              |                       |                 | Головний сержант Головний корабельний старшина     | OR-8 Master sergeant        |
| Рав Сама́ль Міткаде́м (РАСА́М) (רב-סמל מתקדם (רס״ם< | Надається після, щонайменше, 5 років служби у званні РАСАР |              |                       |                 | Штаб-сержант Штаб-старшина                         | OR-8 Sergeant major         |
| Рав Сама́ль Бахі́р (РАСАБ) (רב-סמל בכיר (רס״ב      | Присвоюється після, щонайменше,7 років служби у званні РАСАМ |              |                       |                 | Майстер-сержант Майстер-старшина                   | OR-8 Command sergeant major |
| Рав Наґа́д Мішне́ (РАНАМ) (רב-סמל בכיר (רס״ב       | Присвоюється після, щонайменше,7 років служби у званні РАСАБ |              |                       |                 | Старший майстер-сержант Старший майстер-старшина   | OR-8                        |
| Рав Наґа́д (РАНА́Ґ) (רב-נגד (רנ״ג                  | Присвоюється невеликій кількості військовослужбовців що мають, щонайменше, 5 років у званні РАНАМ. Це звання, на відміну від попередніх, не присвоюється автоматично |              |                       |                 | Головний майстер-сержант Головний майстер-старшина | OR-9 Chief warrant officer  |

### Офіцери
| Повна та скорочена назви            | Порядок отримання | Погони армії | Погони повітряних сил | Погони на флоті (повсякденні та парадні) | Відповідність в українських збройних силах | Відповідність у силах НАТО |
| ----------------------------------- | ----------------- | ------------ | --------------------- | ---------------------------------------- | ------------------------------------------ | -------------------------- |
| Се́ґен мішне́ (САҐА́Н) סגן-משנה / סג״ם | —                 |              |                       |                                          | Молодший лейтенант                         | OF-1 second lieutenant     |
| Се́ґен סגן                           | —                 |              |                       |                                          | Старший лейтенант                          | OF-1 First lieutenant      |
| Се́рен סרן                           | —                 |              |                       |                                          | Капітан Капітан-лейтенант                  | OF-2 Captain               |
| Рав Се́рен (РАСА́Н) רב סרן (רס״ן)     | -                 |              |                       |                                          | Майор Капітан 3 рангу                      | OF-3 Major                 |
| Сґан Алу́ф (САА́ЛЬ) סגן-אלוף (סא״ל)   | —                 |              |                       |                                          | Підполковник Капітан 2 рангу               | OF-4 Lieutenant Colonel    |
| Алу́ф Мішне́ (АЛА́М) אלוף משנה (אל״ם)  | —                 |              |                       |                                          | Полковник Капітан 1 рангу                  | OF-5 Colonel               |
| Тат Алу́ф (ТАА́ЛЬ) תת-אלוף (תא״ל)     | -                 |              |                       |                                          | Бригадний генерал Коммодор                 | OF-6 Brigadier General     |
| Алуф אלוף                           | -                 |              |                       |                                          | Генерал-майор /Контр-адмірал               | OF-7 Major General         |
| Рав Алуф (РААЛЬ) רב-אלוף (רא"ל)     | -                 |              |                       |                                          | Генерал-лейтенант Віце-адмірал             | OF-8 Lieutenant General    |

| Повна та скорочена назви                                          | Порядок отримання | Погони армії | Погони повітряних сил | Погони на флоті |
| ----------------------------------------------------------------- | ----------------- | ------------ | --------------------- | --------------- |
| Каці́н Мікцоі́ Академаі́ (КАМА́) קצין מקצועי אקדמאי (קמ״א)            | -                 |              |                       |                 |
| Каці́н Мікцоі́ Академаі́ Бахі́р (КАА́Б) קצין מקצועי אקדמאי בכיר (קָאָ"בּ) | -                 |              |                       |                 |

### Особливі звання

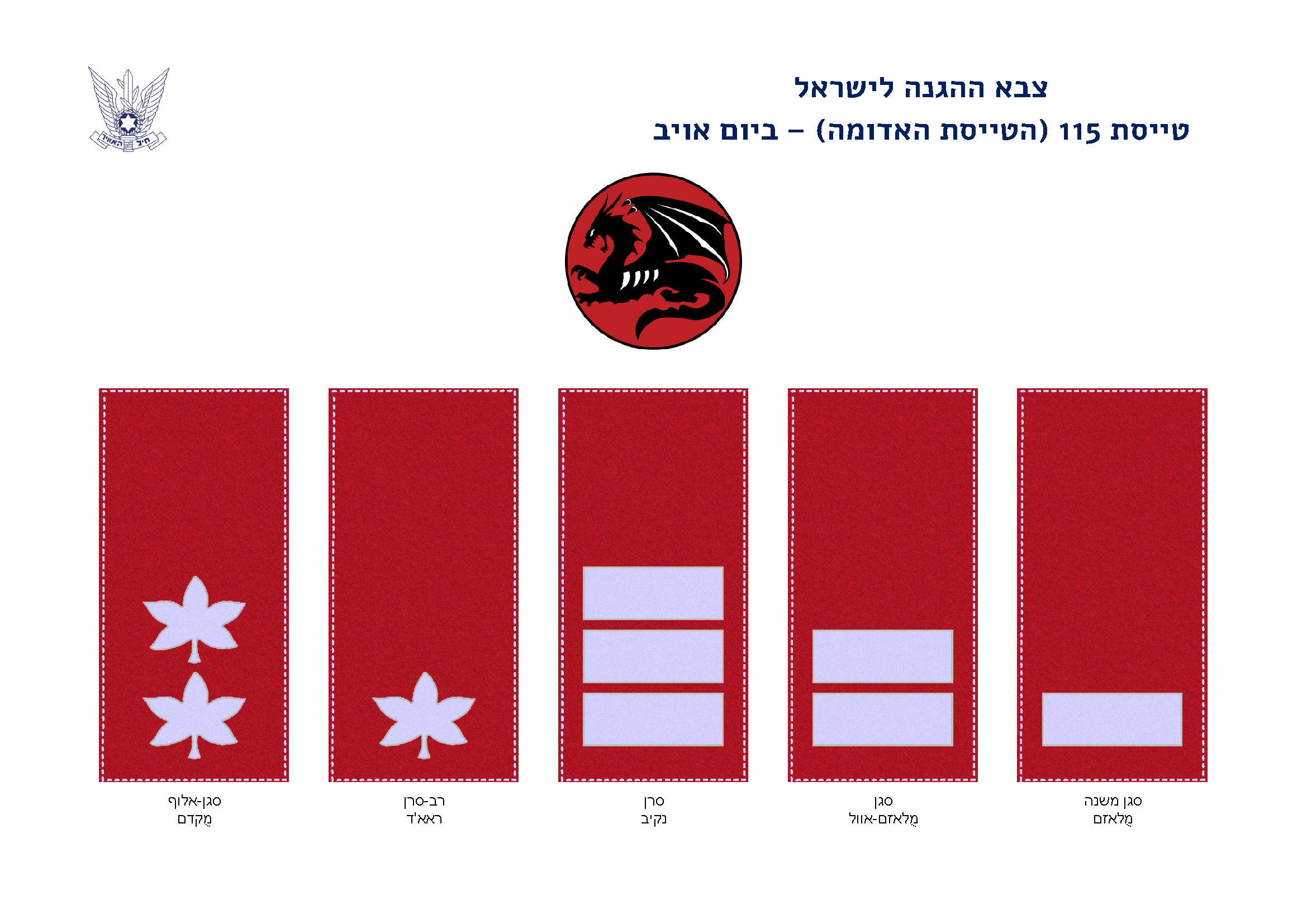
Погони пілотів ескадрільї 115. Зправа наліво: сеґен-мішне, сеґен, серен, рав-серен, сґан-алуф

До складу військово-повітряних сил входить ескадрілья 115 (івр. טייסת 115) «Червоний Дракон» задача якої — навчання  пілотів інших підрозділів. Літаки єскадрільї виступають як умовний супротивник під час повітряного бою та мають нестандартне для повітряних сил Ізраїлю фарбування. Пілоти ескадрильї, хоч і мають звичайні звання ЦАГАЛю, використовують особливі «червоні» погони.
У 2020 році було створено особливий «Червоний підрозділ» (івр. היחידה האדומה) що має імітувати супротивника під час польових тренувань ЦАГАЛю. Подібно до пілотів Червоного Дракону бійці підрозділу використовують особливі знаки розрізнення виконані з використанням червоного кольору.

## Отримання звання

### Тимчасові звання
Окрім постійного звання (івр. דרגת קבע‏,‎ дарґат кева), яке було отримано у звичайному порядку, існують звання, які надаються тимчасово (івр. ‏דרגה זמנית,‎ дарґа зманіт) на час призначення на посаду, що вимагає більш високого звання, ніж постійне звання військовослужбовця. Таке представницьке звання (івр. ‏‏דרגת ייצוג‏‎‎, дарґат іцуґ) може бути надане головою Генерального штабу військовослужбовцям, що є представниками ЦАГАЛю у міжнародних організаціях тощо. Тимчасове звання може бути надане цівільному судді, що виконує обов'язки судді у військовому трибуналі, якщо звання підсудного вище за його постійне звання. Так, у 2005 році суддя Двора Берлінер, яка ніколи не служила у ЦАГАЛі, стала першою жінкою що отримала звання Алуф. Таке звання було надане на час розгляду справи алуфа Іцхака Мордехая.